# HD 157741
HD 157741，又名BD+15 3179，SAO 102806、HR 6482，是一颗恒星，视星等为6.35，位于銀經37.84，銀緯26.1，其B1900.0坐标为赤經17h 20m 3.3s，赤緯+15° 26.1′ 49″。